# Arcidiecéze Brasília

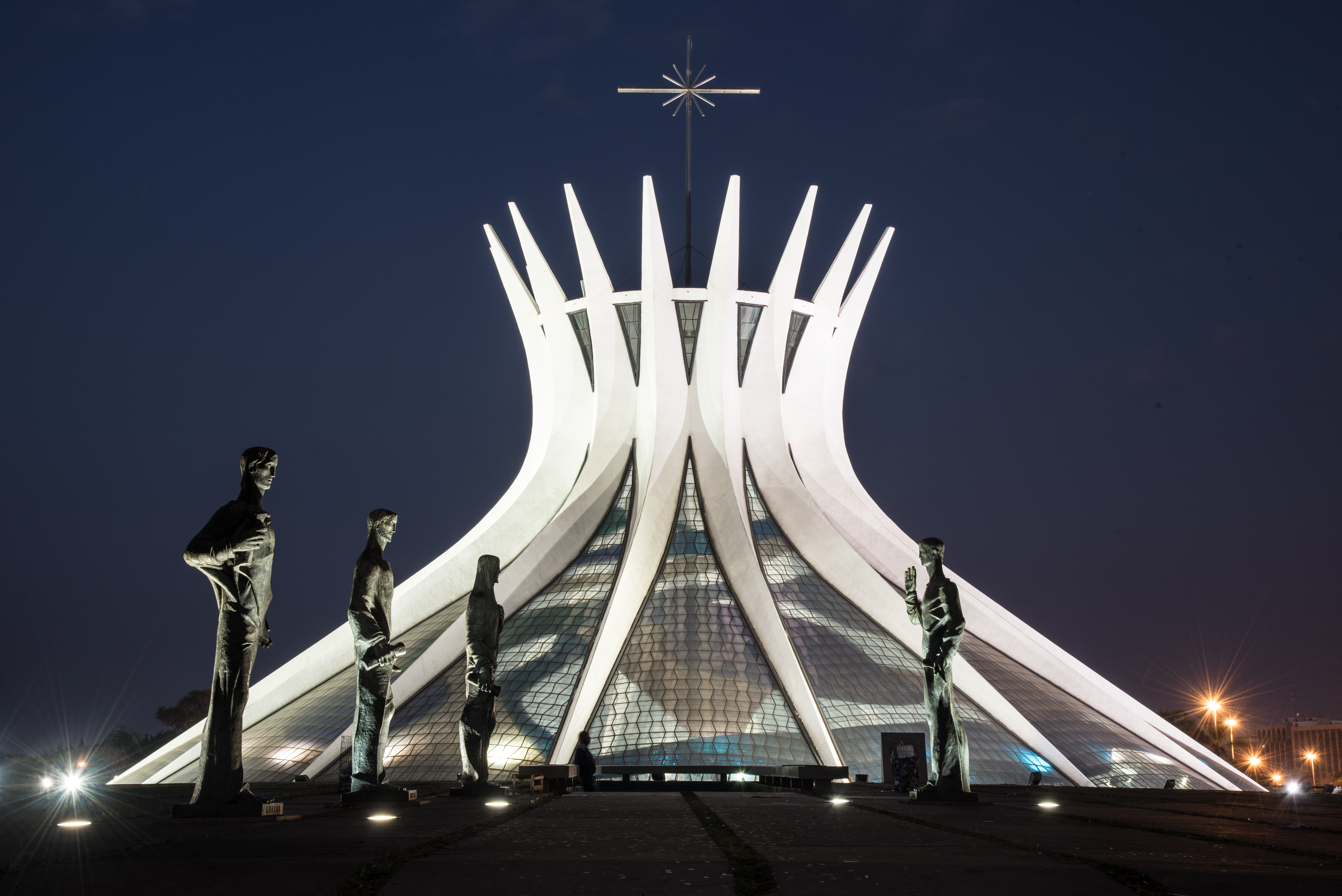
Katedrála Zjevení Panny Marie

Arcidiecéze brasilská (latinsky Archidioecesis Brasiliapolitana) je římskokatolická metropolitní arcidiecéze na území Brazílie se sídlem v jejím hlavním městě Brasília, zahrnuje Federální distrikt Brazílie.
Katedrálou je kostel Nossa Senhora Aparecida v Brasílii.
Diecéze byla zřízena jako bezprostředně podřízená Svatému Stolci papežem Janem XXIII. v roce 1960, v roce 1966 byla povýšena na metropolitní arcidiecézi.